# José Hawilla
José Hawilla (São José do Rio Preto, 11 de junho de 1943 — São Paulo, 25 de maio de 2018), mais conhecido como J. Hawilla foi um advogado, jornalista e empresário brasileiro.

## Carreira

### Início
Descendente de libaneses, casado, pai de três filhos, Hawilla tornou-se referência no mundo dos esportes e das comunicações.
Iniciou carreira na equipe esportiva da Rádio Rio Preto (PRB-8) em 1958, sob o comando de Rubens Muanis, até 1962; atuou na Rádio Independência AM em 1963 e em 1967 foi contratado pela Rádio e TV Bandeirantes de São Paulo; repórter, apresentador, produtor e chefe do departamento esportivo da TV Globo, com Osmar Santos, e TV Record; atuou como colunista nos jornais Diário da Tarde, Correio da Araraquarense e Diário da Região. Ele está no livro "Nas Ondas da B-8 - A História do Rádio de São José do Rio Preto", de Paulo Serra Martins.[carece de fontes?]

### TV Tem
Diretor-proprietário da TV TEM, rede de televisão com emissoras em quatro cidades do interior paulista: São José do Rio Preto, Bauru, Sorocaba e Itapetininga, afiliadas à Rede Globo, proprietário da rede de jornais Bom Dia, com circulação simultânea em São José do Rio Preto, Bauru, Jundiaí, Sorocaba, Fernandópolis e ABC, proprietário da Traffic, empresa especializada em marketing esportivo, responsável pelo marketing da Confederação Brasileira de Futebol (CBF) e da Seleção Brasileira de Futebol, detentora dos direitos comerciais da Copa América, Copa Mercosul, torneios pré-olímpicos, campeonatos sul-americanos sub-17 e sub-20, proprietário da TV7, produtora de vídeo com sede em São Paulo.

### Caso Fifa
Acusado de envolvimento no esquema de subornos, dono da agência Traffic fez acordo com a Justiça americana. Patrocinadores da CBF também são suspeitos de corrupção além de seu ex-presidente José Maria Marin, preso com mais seis dirigentes na Suíça, a Confederação Brasileira de Futebol (CBF) e suas parceiras também são investigadas no esquema de corrupção na Fifa. O Departamento de Justiça dos Estados Unidos acusa a CBF de envolvimento em casos de suborno no contrato de patrocínio com "uma marca americana de material esportivo" - apesar de não citar o nome, a entidade deixa claro que se trata da Nike - e na comercialização de direitos de mídia e marketing esportivo de diversos torneios. O brasileiro José Hawilla e sua agência Traffic estão entre os principais acusados citados no documento divulgado pela Justiça americana. Acusado de extorsão, fraude e lavagem de dinheiro, entre outros crimes, o empresário entrou em acordo com a Justiça para devolver 151 milhões de dólares (cerca de 473 milhões de reais).

## Morte
J. Hawilla morreu em 25 de maio de 2018, devido a problemas respiratórios. Estava internado no Hospital Sírio-Libanês, na capital paulista.